# Thyl Ulenspiegel (film)
A Thyl Ulenspiegel (oroszul: Легенда о Тиле, Legenda o Tile, egyes filmadatbázisokban: Till Ulenspiegel) Alekszandr Alov és Vlagyimir Naumov filmrendezők 1976-ban bemutatott öt részes szovjet filmsorozata. A rendezők a forgatókönyvet Charles De Coster (1827–1879) La légende d'Ulenspiegel című regénye alapján írták.
A rövidített, 296 perces változatot két DVD-n adták ki 2007-ben. 
A történet városi jeleneteit Tallinn és Gdańsk középkori hangulatú utcáin forgatták.

## Cselekmény
A nyughatatlan Thyl vándorútjai során a spanyol uralom alatt álló Flandriában a középkori inkvizíció rémtetteitől körülvéve a szabadságig vezető diadal felé halad tréfákat kieszelve, szörnyűségeket átélve, halálos veszedelmeket is legyőzve.
Ő az a vidám, nyers fickó... aki magányosan lázad a középkori világ ellen, csúfot űz a rátarti, pöffeszkedő uraságból, nevetségessé teszi az egyház szolgáit, egymásnak ugratja a balgákat.
Thyl a szabadságáért rendületletlenül harcoló flamand nép megtestesítője, a párja Nele pedig a flamand föld szíve, lelke.
A filmalkotás Thyl legendáját a kor (17. század) németalföldi festőit megidéző lenyűgöző látványvilággal ábrázolja.

„
– Felséges uram – mondta Ulenspiegel –, nem kérek sem pénzt, sem földet, sem életet, hanem csak olyasvalamit, ami miatt ha meg merem mondani, sem megkorbácsoltatni, sem kerékbe töretni nem fog, mielőtt elhagyom ezt az árnyékvilágot.

– Megígérem – mondta a császár.

– Felség – mondta Ulenspiegel – azt kérem, hogy mielőtt felkötnek, járuljon ide, s illesse csókkal azt a számat, amelyiken nem flamandul beszélek.”

## Szereplők
- Thyl Ulenspiegel – Lembit Ulfsak(wd)
- Nele – Natalia Nyikolajevna Belohvosztyikova
- Lamme Goedzak – Jevgenyij Leonov
- Klaas, Thyl apja – Mihail Uljanov
- Sootkin, Thyl anyja – Larissza Malevannaja
- Katlina, Nele anyja – Alla Gyemidova
- Halász – Anatolij Szolonyicin
- V. Károly – Innokentyij Szmoktunovszkij
- II. Fülöp – Vladiszlav Dvorzsetszkij
- Orániai Vilmos – Igor Ledogorov
- Lamme felesége – Vera Vasziljeva

## Díjak
A 10. Jereváni Összuniós Filmfesztiválon, 1978-ban:
- Különdíj a film magas művészi színvonaláért
- A kiemelkedő operatőri munkájáért: Valentyin Zseleznyakov
- A látvány magas művészi színvonaláért: Alekszej Parhomenko, Jevgenyij Csernyajev, Lidija Novi

## Érdekességek

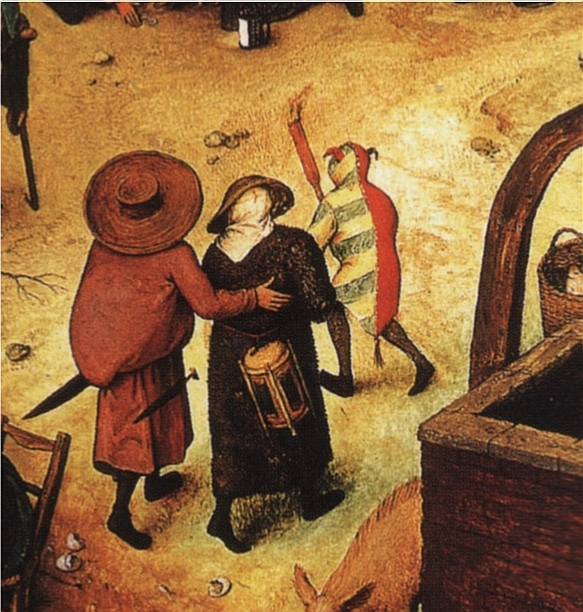
Idősebb Pieter Bruegel: „Farsang és böjt harca” című festményének részlete

Az epizódok elején a feliratok hátteréül idősebb Pieter Breugel 1559-es Farsang és böjt harca című festményét választották. Majd a kép közepe tájékán lépdelő, háttal látható alakokra közelítve azt sugallja a rendező, hogy ezek akár Thyl és Lamme is lehetnének.

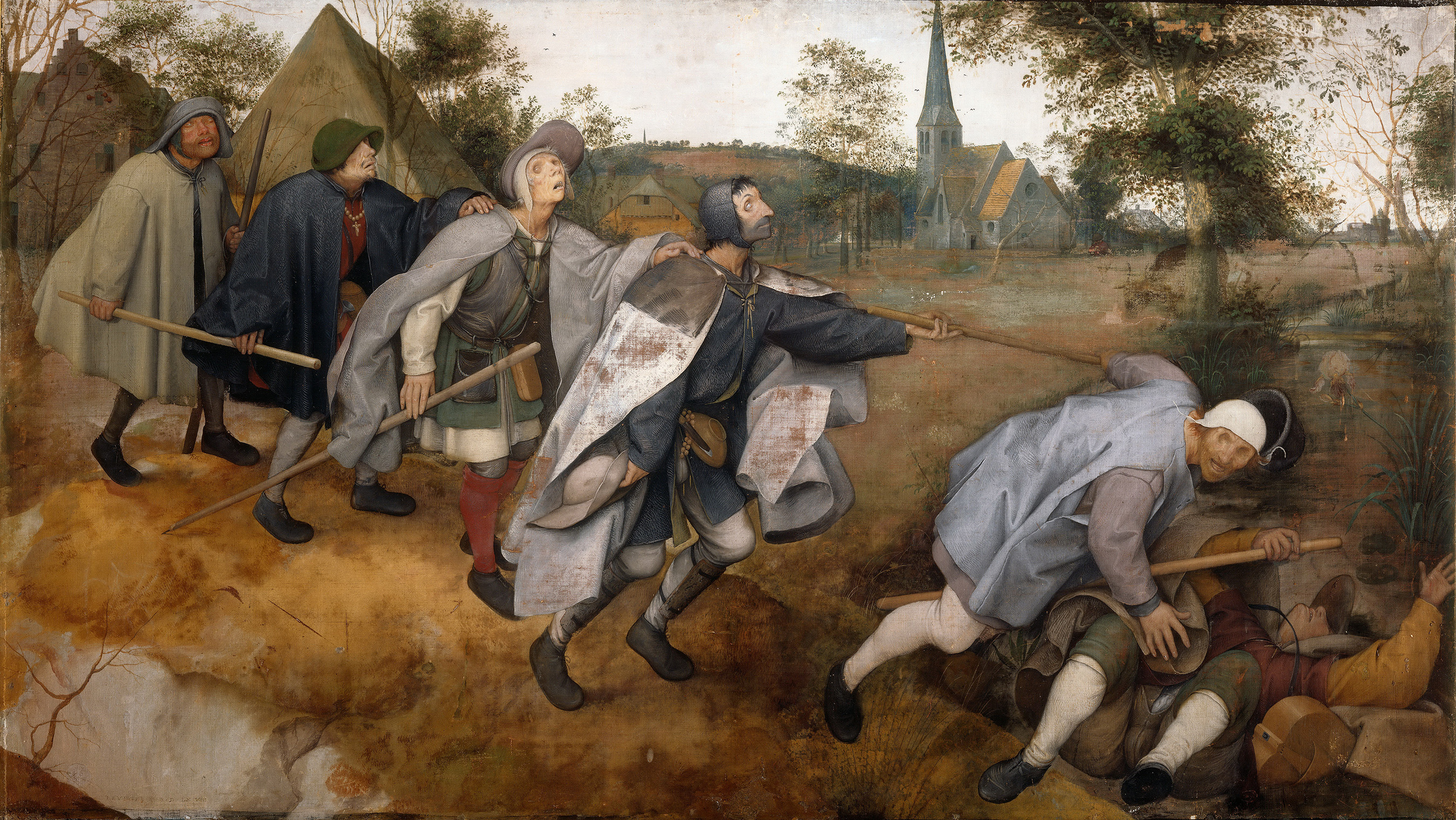
A vak vezeti a vakokat, Bruegel 1559-es festménye

A film más utalásokat is tartalmaz Bruegel műveire. A bevezető jelenetben például mintha az 1568-as vakokat ábrázoló festménye elevenedne meg. (A motívum feltűnik már Bruegel 1559-es Flamand közmondások című festményén is.)